# イニャキ・ラフエンテ
イニャキ・ラフエンテ・サンチェス（Iñaki Lafuente Sánchez、1976年1月24日 - ）は、スペイン・ビスカヤ県バラカルド出身のサッカー選手。現在は無所属。ポジションはGK。

## 経歴
アスレティック・ビルバオの下部組織（レサマ）出身であり、1994年にビルバオ・アスレティック（Bチーム）に昇格した。トップチームデビュー前に下部リーグのアレナス・クルブ・デ・ゲチョとセスタオSCにレンタル移籍し、1998-99シーズンにはエルチェCFにレンタル移籍した。1999年にアスレティック・ビルバオのトップチーム初出場を果たすと、ダニエル・アランスビアとレギュラーポジションを争い、2000-01シーズンは36試合に、2001-02シーズンは30試合に出場した。
2007年夏、RCDエスパニョールからアスレティック・ビルバオに移籍したゴルカ・イライソスの代わりに、RCDエスパニョールにレンタル移籍した。RCDエスパニョールではイドリス・カメニの控えを務め、カメニがアフリカネイションズカップ2008出場のためにクラブを離れた期間だけ試合に出場したが、出場2試合目で負傷して離脱した。2008年7月にアスレティック・ビルバオに復帰したが、2008-09シーズンは3番手のキーパーでしかなかった。2009年1月13日、2008-09シーズン終了までの契約でスポルティング・ヒホンにレンタル移籍した。ヒホンはレギュラーのイバン・クエジャルがアスレティック・ビルバオ戦の直前に膝に重傷を負っていた。1月25日のヘタフェCF戦で先発出場してデビューしたが、1-5で粉砕された。
2009年7月、下部組織から数えて16年間在籍したアスレティック・ビルバオを放出された。7月24日、33歳になったラフエンテはセグンダ・ディビシオン（2部）に降格したばかりのCDヌマンシアと契約し、2009-10シーズンはもっぱら控えとして過ごした。

## 所属クラブ
ユース
- レトゥエルト　1992-1993
- アスレティック・フベニルB　1993-1994
- アスレティック・フベニルA　1994-1995

シニア
- ビルバオ・アスレティック　1994-1999

→ アレナス・クルブ・デ・ゲチョ　1995-1996 （レンタル）
→ セスタオSC　1996 （レンタル）
→ エルチェCF　1998-1999 （レンタル）
- アスレティック・ビルバオ　1999-2009

→ RCDエスパニョール　2007-2008 （レンタル）
→ スポルティング・ヒホン 2009 （レンタル）
- CDヌマンシア　2009-2011